# Ludovic Piette
Pour les articles homonymes, voir Piette.
Ludovic Piette, dit Montfoucault, né le 11 mai 1826 à Niort-la-Fontaine, en Mayenne, et mort le 14 avril 1878 à Melleray-la-Vallée, est un peintre français.

## Biographie
Ludovic Piette est le fils de François Piette, inspecteur de l'Enregistrement, en retraite à Melleray-la-Vallée, et de Ursule Pourcelot. Il est le descendant de riches propriétaires fonciers de Melleray-la-Vallée. Jean Piette, son aïeul, est président au grenier à sel de Lassay. Christophe Piette (1743-1836), médecin, est maire et conseiller général de Lassay.
Dès sa jeunesse, Ludovic Piette est très proche des milieux artistiques. Il fréquente l'atelier de Thomas Couture et celui d'Isidore Pils, avant de rencontrer Édouard Manet à l'Académie Suisse à Paris. Il fréquente également Antoine Chintreuil pour ne citer que les peintres. En 1857, il expose et est reconnu notamment pour ses gouaches. Il est notamment l'auteur d'une gouache sur toile représentant Camille Pissarro peignant en plein air, réalisée vers 1870. Par sa fortune personnelle, il pouvait disposer d'un atelier à Paris, dans le quartier Notre-Dame-de-Lorette, non loin de l'immeuble qu'il possédait, avant de connaître des revers de fortune.

## Le peintre, ami de Camille Pissarro

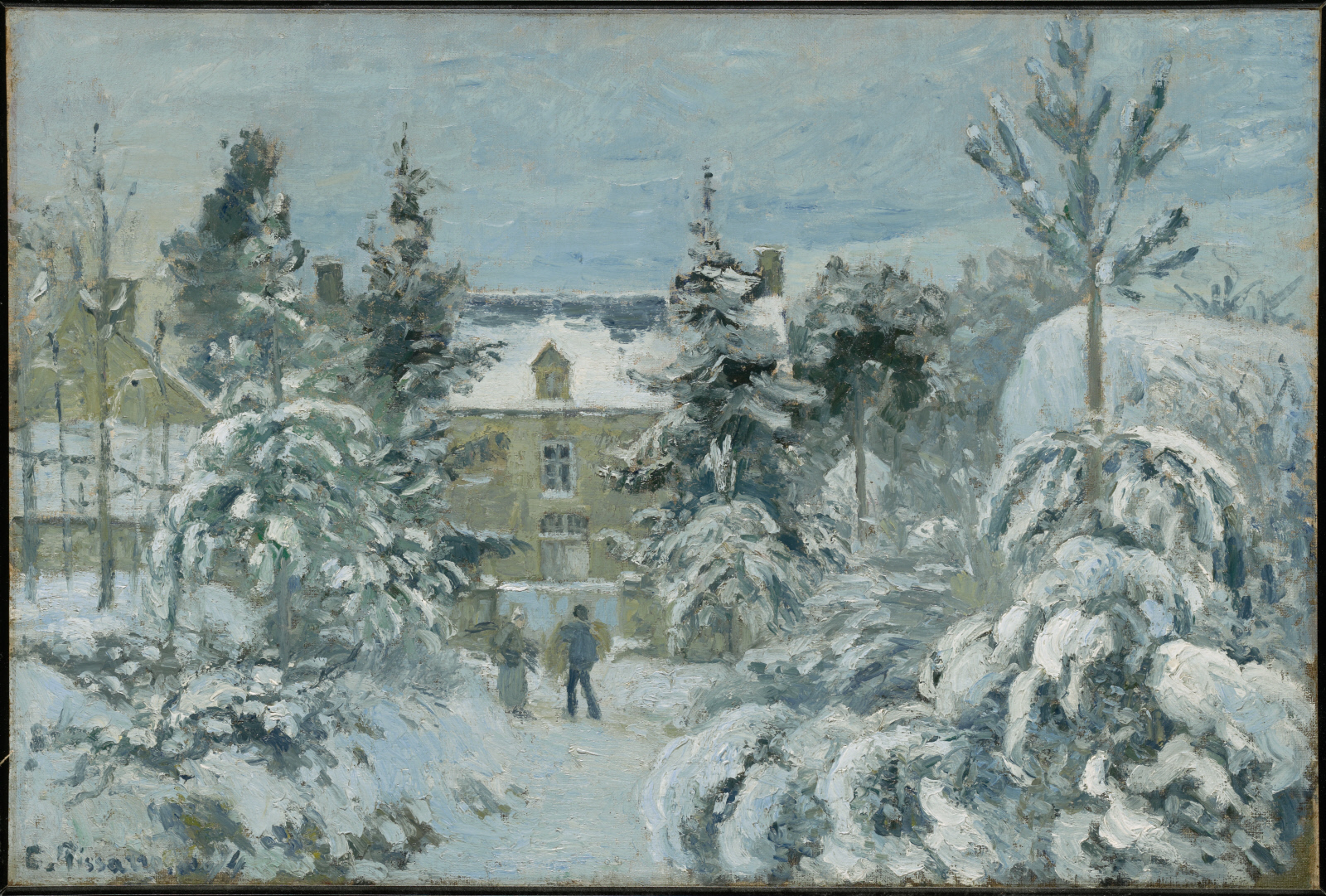
La Maison de Piette à Monfoucault
Camille Pissarro, 1874
Clark Art Institute, Williamstown

Piette se spécialise dans le paysage. Il fut l'ami le plus intime de Camille Pissarro et à l'automne 1870, lors de la guerre avec les Prussiens, quand Pissarro doit fuir avec sa famille et abandonner son atelier, il l'accueille dans sa Maison de maître de Montfoucault. En décembre 1870, c'est grâce à l'aide de quelques amis de Piette qui lui prête 300 francs, que Pissarro et sa jeune famille purent naviguer de Saint-Malo vers l'Angleterre.
Pissarro apprécie Piette pour son humour, sa gaieté et sa générosité[réf. nécessaire] et les deux peintres se sont écrit de nombreuses lettres. En 1874, Pissarro y peint pendant l'hiver, les campagnes du Nord-Mayenne, et les séjours et les oeuvres sur ce sujet se multiplieront jusqu'en 1877. Il donne à ses enfants les prénoms des époux Piette : Ludovic-Rodolphe et à Adèle-Emma.

## Son œuvre
Même s'il n'exposa qu'une fois, en 1877, avec les impressionnistes, Ludovic Piette possédait depuis longtemps quelques-unes des qualités qui ont fait la célébrité de ce groupe d'artistes, notamment pour la fraîcheur des couleurs de sa palette. Le musée Camille Pissarro de Pontoise conserve plusieurs de ses paysages, dont trois scènes de marché, peints dans cette ville où la famille Pissarro résida longtemps. De Ludovic Piette, un critique célèbre[Lequel ?] de l'époque disait : « C'est un impressionniste avec lequel l'acquéreur peut être tranquille : l'arbre, la maison, la pierre, le bois lointain, l'animal, l'homme sont, chez lui, très exactement exprimés […] Il a besoin de rigueur, la tache ne lui eût pas suffi[réf. nécessaire]. »
Il laisse également dans son œuvre, des commandes prestigieuses dont l'une, L'Apparition des sorcières de Macbeth, est acquise par le roi de Prusse et conservée au palais de Sanssouci à Potsdam. Il compose aussi une décoration florale pour les appartements de l'impératrice à la suite d'une demande de Napoléon III. Gérald Schurr indique qu'« il abandonna sa palette sombre mise au service des sujets littéraires, se décida à peindre sur le motif et à proscrire le noir. » Il rejoint les impressionnistes « malgré ses réticences pour Monet et Renoir qui n'avaient porté aucune attention à sa récente exposition », selon ce que rapporte Ralph Shikes et Paula Harper.
Il réalise aussi plusieurs œuvres sur la Mayenne.

## Correspondance
En 1862, pour cause de santé, il revient s'établir définitivement dans la Maison de maître de Montfoucault à Melleray-la-Vallée après douze ans de vie et de succès parisiens. Il commença à écrire de façon régulière à Camille Pissarro, son compagnon d'atelier inconnu à l'époque. Piette, le radical et Pissarro l'anarchiste échangeaient de nombreuses lettres. Ses 48 lettres couvrent les années de formation de l'impressionnisme (1863-1877). S'adressant à Pissarro, il écrit : « les bourgeois devraient être forcés à perpétuité d'acheter au moins deux tableaux par an aux artistes », ou encore en critiquant la classe éclairée de la région : « Ces idiots de gens riches qui habitent dans ce pays. Pas un tableau, pas une statue ni un buste à dix lieues à la ronde. Aussi béotiens que le paysan, aussi ignares. Chevaux, voitures, chiffons pour les dames, chasse quand vient la saison. Voilà la préoccupation de cette classe éclairée. »